# متلازمة ساتويوشي
متلازمة ساتويوشي، تُعرف أيضًا باسم متلازمة كومورا-غويري، هي اختلال مترق نادر للسببيات ذاتية المناعة، من خصائصها تشنجات عضلية مؤلمة والحاصة (تساقط الشعر) والإسهال والاعتلال الصماوي مع انقطاع الطمث وتشوهات عظمية ثانوية. وتم الإبلاغ عن المتلازمة لأول مرة في عام 1967 من قِبل آيجيتو ساتويوشي (Eijito Satoyoshi) وكانيو يامادا (Kaneo Yamada) في طوكيو، اليابان. وحتى الآن، تم الإبلاغ عن أقل من 40 حالة في جميع أنحاء العالم بخصوص متلازمة ساتويوشي.
وعادة ما يُصاب الأشخاص الذين يعانون من المتلازمة بأعراض المرض في سن مبكرة، عادة ما بين سن السادسة والخامسة عشر من العمر. والأعراض الأولية هي تشنجات عضلية في الساقين والحاصة (تساقط الشعر)، التي تُعرف أيضًا باسم الصلع. وتكون التشنجات مؤلمة ومترقية ويختلف تواترها من 1 أو 2 إلى 100 يوميًا، حيث تدوم لبضع دقائق. ومن الممكن أن تكون التشنجات حادة للغاية بما يؤدي إلى أوضاع غير عادية للأطراف المتأثرة، لا سيما الإبهام. ومع تطور الحالة يشتمل المرض على الحزام الصدري وعضلات الجذع وفي النهاية وعضلات الماضعة والعضلات الصدغية. وعادة ما تتجنب التشنجات عضلات الوجه. ويمكن أن تتداخل التشنجات الحادة مع التنفس والكلام. وخلال الفترة الخالية من هجمات التشنجات، يمكن أن يحدث رمع عضلي غير مثير-حسي في الذراعين والساقين والرقبة. ويحدث الإسهال في أول سنتين أو ثلاث سنوات مع عدم تحمل الأنظمة الغذائية التي تحتوي على الكربوهيدرات وارتفاع نسبة الجلوكوز. كما يظهر الاعتلال الصماوي على شكل انقطاع الطمث ونقص تنسج الرحم. لا يستطيع الأطفال المصابين تحقيق نمو في الارتفاع بعد 10 أو 12 سنة من العمر.
المتلازمة ليست قاتلة في حد ذاتها، غير أن بعض المرضى قد توفوا كنتيجة لمضاعفات المتلازمة مثل قصور التنفس أو سوء التغذية.
تم اكتشاف لدى أحد المرضى يبلغ من العمر 6 سنوات أجسامًا مضادة لحمض الجاما أمينوبوتيريك-الذي ينتج الإنزيم غلوتامات كربوكسيل.